# Brno-Slatina
Brno Slatina – stacja kolejowa w Brnie przy ulicy Drážní 1256/4, w kraju południowomorawskim, w Czechach. Znajdują się tu 2 perony.